# Trikeraia
Trikeraia là một chi thực vật có hoa trong họ Hòa thảo (Poaceae).

## Loài
Chi Trikeraia gồm các loài: